# Sân bay Naga
Sân bay Naga (tiếng Filipino: Paliparan ng Naga, tiếng Bikol: Palayogan nin Naga) (IATA: WNP, ICAO: RPUN) là một sân bay phục vụ khu vực Thành phố Naga, tỉnh Camarines Sur ở Philippines. Sân bay này cũng phục vụ cả đô thị Pili, nơi nó tọa lạc. Sân bay được xếp hạng sân bay thương mại nhỏ theo Cục giao thông hàng không Philippines. 

## Các hãng hàng không

### Các hãng hiện tại
Hiện có các hãng sau đang hoạt động tại đây.
- Air Philippines (Manila)
- Cebu Pacific (Manila)
- South East Asian Airlines (Daet [theo mùa], Malay [theo mùa])

### Các hãng trước đây
- Philippine Airlines
- Asian Spirit